# 2021-22 アトレティコ・マドリード
2021-22 アトレティコ・マドリードは、アトレティコ・マドリードの創設後115シーズン目である2021-22シーズンの成績を記述したもの。

## シーズン概要

### 前半戦
2021-22シーズンの夏の移籍市場では、ウディネーゼ・カルチョからロドリゴ・デ・パウルを3500万ユーロで、ヘルタ・ベルリンからマテウス・クーニャを3000万ユーロで獲得した。シーズンファーストゲームとなった8月15日のラ・リーガ開幕節セルタ・デ・ビーゴ戦では試合終了間際にマリオ・エルモソが退場するなどの一悶着あったが、アンヘル・コレアの2ゴールで2-1と競り勝ち、勝ち点3を獲得した。8月26日、UEFAチャンピオンズリーグのグループステージ組み合わせが発表され、グループBに回ったアトレティコはリヴァプールFC、ACミラン、FCポルトと同組になった。シーズン最初のチャンピオンズリーグとなった9月15日のFCポルト戦では、拮抗した試合運びで膠着状態が続いたことでゴールレスドローに終わった。CLグループリーグ第2節のミラン戦では後半94分にピエール・カルルのPA内でのハンドにより得たPKをスアレスが決め、土壇場での逆転勝利を収めた。10月に入ると、得点力不足、失点の増加から、10月初戦のFCバルセロナ戦には2-0で完勝したが、直後のレアル・ソシエダ、レバンテUD、チャンピオンズリーグのリヴァプールFC戦を3戦未勝利で終えた。11月はリーグ戦こそ本来の調子を取り戻すも、チャンピオンズリーグでは苦戦が続き、10月のリヴァプール戦から数えて3戦連敗し、グループリーグ最下位に転落した。また、12月4日、年内最後のホームゲームとなったRCDマジョルカ戦では、延長に久保建英の決勝ゴールを許し、今季リーグ戦2敗目を喫した。12月7日、アトレティコはチャンピオンズリーグのグループステージ突破を賭けたFCポルト戦に臨んだ。引き分け以下で敗退、仮に勝利しても、同時開催のACミランがリヴァプールに勝利すればアトレティコは問答無用で敗退という厳しい条件下であったが、両チームに退場者を出す荒れた試合を制して3-1で勝利し、4シーズン連続での決勝トーナメント進出を決めた。2021年12月22日、延期されていたグラナダCFとのリーグ戦で2-1と敗戦したことでRCDマジョルカ戦から数えてリーグ戦4連敗を記録した。

### 後半戦
2022年1月2日、年明け最初の公式戦を迎えたアトレティコはラージョ・バジェカーノを2-0で下し、新年初戦を勝利で飾った。また、年明けと同時にオープンした冬の移籍市場では、2019-20シーズンより右サイドバックでレギュラーを務めていたキーラン・トリッピアーが母国イングランドのニューカッスル・ユナイテッドFCに移籍金約19億円で完全移籍した。一方で獲得した選手には、退団したトリッピアーの穴埋めとしてバレンシアCFからダニエル・ヴァスを、フランスのLOSCリールからクラブ史上初となるモザンビーク人のヘイニウド・マンダーヴァを獲得した。2月6日、翌シーズンのチャンピオンズリーグ出場権獲得のためにも、勝利が必要だったFCバルセロナ戦では、ヤニック・カラスコのゴールで先制点を得たが、その後に4失点して2-4で敗戦。結果、リーグ5位に転落し、チャンピオンズリーグ圏内から脱落した。10日後には、この試合を迎えるまでリーグ戦わずか1勝とリーグ最下位にとどまっていたレバンテUD相手に0-1で敗れ、試合終盤にはチームの不甲斐ない出来にホセ・マリア・ヒメネスに対してサポーターからブーイングが浴びせられた。しかし、このレバンテ戦以降は、ジョアン・フェリックスがリーグ戦6試合で6得点を挙げる活躍もあり、第31節RCDマジョルカ戦に敗れるまでリーグ戦6連勝を達成した。一方、UEFAチャンピオンズリーグでは、ベスト16のマンチェスター・ユナイテッドFC戦を2試合合計2-1で切り抜けるが、ベスト8で昨シーズン準優勝を果たしたマンチェスター・シティFCと対戦。アウェーの1stレグを0-1で落とし、迎えた2ndレグでは0-0でのスコアレスドローに終わり、ベスト8で敗退した。残るシーズンはリーグ戦にて、チャンピオンズリーグ出場権を賭けた試合を消化する試合だけになった。5月11日のリーグ第36節エルチェCF戦を2-0で勝利したことで、来シーズンのチャンピオンズリーグ出場を確定させると、最終的にシーズンをリーグ戦3位で終えた。シーズン最多得点は13得点を挙げたルイス・スアレスとなったが、第37節のセビージャFC戦後に退団セレモニーを行い、2シーズン在籍したクラブを去った。

## 登録メンバー
2022年2月1日現在
| Pos | No. | 氏名                       | 生年月日（年齢）       | 前所属                       | 在籍年                | 備考                         |
| GK  | 1   | バンジャマン・ルコント     | 1991年4月26日（34歳）  | ASモナコ                     | 2021年-               | 元フランス代表               |
| GK  | 13  | ヤン・オブラク             | 1993年7月1日（31歳）   | SLベンフィカ                 | 2014年-               | スロベニア代表               |
| GK  | 31  | クリスティアン・ゴメス     | 2000年5月18日（25歳）  | アトレティコ・マドリードB    | 2021年-               | Bチーム登録                  |
| GK  | 33  | アレハンドロ・イトゥルベ   | 2003年2月9日（22歳）   | アトレティコ・マドリードU-19 | 2021年-               | Bチーム登録 U-19スペイン代表 |
| GK  | 35  | アントニオ・ゴミス         | 2003年5月30日（22歳）  | アトレティコ・マドリードB    | 2021年-               | Bチーム登録 U-19スペイン代表 |
| DF  | 2   | ホセ・マリア・ヒメネス     | 1995年1月20日（30歳）  | ダヌービオFC                 | 2013年-               | ウルグアイ代表               |
| DF  | 12  | レナン・ロディ             | 1998年4月8日（27歳）   | アトレチコ・パラナエンセ     | 2019年-               | ブラジル代表                 |
| DF  | 15  | ステファン・サヴィッチ     | 1991年1月8日（34歳）   | ACFフィオレンティーナ        | 2015年-               | モンテネグロ代表             |
| DF  | 18  | フェリペ                   | 1989年5月16日（36歳）  | FCポルト                     | 2019年-               | ブラジル代表                 |
| DF  | 22  | マリオ・エルモソ           | 1995年6月18日（29歳）  | RCDエスパニョール            | 2019年-               | 元スペイン代表               |
| DF  | 23  | ヘイニウド・マンダーヴァ   | 1994年1月21日（31歳）  | LOSCリール                   | 2022年-               | 新加入 モザンビーク代表      |
| DF  | 24  | シメ・ヴルサリコ           | 1992年1月10日（33歳）  | USサッスオーロ・カルチョ     | 2016年-               | クロアチア代表               |
| DF  | 42  | マヌ・ラマ                 | 2001年2月12日（24歳）  | アトレティコ・マドリードB    | 2021年-               | Bチーム登録                  |
| DF  | 44  | ジョアン・ロハス           | 2000年1月14日（25歳）  | アトレティコ・マドリードB    | 2021年-               | Bチーム登録                  |
| DF  | 47  | イブラ                     | 2003年1月18日（22歳）  | アトレティコ・マドリードB    | 2021年-               | Bチーム登録 U-19スペイン代表 |
| DF  | 57  | セルヒオ・ディエス         | 2003年7月28日（21歳）  | アトレティコ・マドリードU-19 | 2022年-               | Bチーム登録                  |
| MF  | 4   | ジョフレイ・コンドグビア   | 1993年2月15日（32歳）  | バレンシアCF                 | 2020年-               | 中央アフリカ代表             |
| MF  | 5   | ロドリゴ・デ・パウル       | 1994年5月24日（31歳）  | ウディネーゼ・カルチョ       | 2021年-               | アルゼンチン代表             |
| MF  | 6   | コケ                       | 1992年1月8日（33歳）   | アトレティコ・マドリードB    | 2009年-               | カンテラ出身 スペイン代表    |
| MF  | 11  | トマ・レマル               | 1995年11月12日（29歳） | ASモナコ                     | 2018年-               | フランス代表                 |
| MF  | 14  | マルコス・ジョレンテ       | 1995年1月30日（30歳）  | レアル・マドリード           | 2019年-               | スペイン代表                 |
| MF  | 16  | エクトル・エレーラ         | 1990年4月19日（35歳）  | FCポルト                     | 2019年-               | メキシコ代表                 |
| MF  | 17  | ダニエル・ヴァス           | 1989年5月31日（36歳）  | バレンシアCF                 | 2022年-               | 新加入 デンマーク代表        |
| MF  | 21  | ヤニック・カラスコ         | 1993年9月4日（31歳）   | 大連人職業足球倶楽部         | 2015年-2018年 2020年- | ベルギー代表                 |
| MF  | 26  | ハビ・セラーノ             | 2003年6月16日（21歳）  | アトレティコ・マドリードB    | 2021年-               | Bチーム登録                  |
| MF  | 28  | アルベルト・モレノ         | 2002年4月19日（23歳）  | アトレティコ・マドリードB    | 2021年-               | Bチーム登録                  |
| MF  | 36  | カルロス・マルティン       | 2002年4月22日（23歳）  | アトレティコ・マドリードB    | 2021年-               | Bチーム登録                  |
| MF  | 50  | パブロ・バリオス           | 2003年6月15日（21歳）  | アトレティコ・マドリードU-19 | 2022年-               | Bチーム登録 U-19スペイン代表 |
| FW  | 7   | ジョアン・フェリックス     | 1999年11月10日（25歳） | SLベンフィカ                 | 2019年-               | ポルトガル代表               |
| FW  | 8   | アントワーヌ・グリーズマン | 1991年3月21日（34歳）  | バルセロナ                   | 2014年-2019年 2021年- | 再加入 フランス代表          |
| FW  | 9   | ルイス・スアレス           | 1987年1月24日（38歳）  | FCバルセロナ                 | 2020年-               | ウルグアイ代表               |
| FW  | 10  | アンヘル・コレア           | 1995年3月9日（30歳）   | CAサン・ロレンソ             | 2014年-               | アルゼンチン代表             |
| FW  | 19  | マテウス・クーニャ         | 1999年5月27日（26歳）  | ヘルタ・ベルリン             | 2021年-               | 新加入 U-23ブラジル代表      |
| FW  | 27  | ジュリアーノ・シメオネ     | 2002年12月18日（22歳） | アトレティコ・マドリードB    | 2021年-               | Bチーム登録                  |

## 移籍

### 加入選手
| Pos. | 国籍             | 選手                       | 年齢 | 獲得元           | オプション     | 夏/冬 | 移籍金       | ソース |
| ---- | ---------------- | -------------------------- | ---- | ---------------- | -------------- | ----- | ------------ | ------ |
| DF   | コロンビアの旗   | サンティアゴ・アリアス     | 29   | レバークーゼン   | レンタルバック | 夏    | -            | [ 18 ] |
| GK   | スペインの旗     | ディエゴ・コンデ           | 22   | レガネス         | レンタルバック | 夏    | -            | [ 19 ] |
| FW   | スペインの旗     | ビクトル・モジェホ         | 20   | マジョルカ       | レンタルバック | 夏    | -            | [ 20 ] |
| DF   | スペインの旗     | フランシスコ・モンテーロ   | 22   | ベシクタシュ     | レンタルバック | 夏    | -            | [ 21 ] |
| DF   | アルゼンチンの旗 | ネウエン・ペレス           | 20   | グラナダ         | レンタルバック | 夏    | -            | [ 22 ] |
| FW   | スペインの旗     | ダリオ・ポベダ             | 24   | ヘタフェ         | レンタルバック | 夏    | -            | [ 23 ] |
| FW   | スペインの旗     | ロドリゴ・リケルメ         | 21   | ボーンマス       | レンタルバック | 夏    | -            | [ 24 ] |
| DF   | スペインの旗     | マヌ・サンチェス           | 20   | オサスナ         | レンタルバック | 夏    | -            | [ 25 ] |
| FW   | スペインの旗     | イヴァン・シャポニッチ     | 23   | カディス         | レンタルバック | 夏    | -            | [ 26 ] |
| FW   | ポルトガルの旗   | マルコス・パウロ           | 20   | フルミネンセ     | フリー移籍     | 夏    | -            | [ 27 ] |
| MF   | アルゼンチンの旗 | ロドリゴ・デ・パウル       | 27   | ウディネーゼ     | 完全移籍       | 夏    | 3500万ユーロ | [ 1 ]  |
| GK   | フランスの旗     | バンジャマン・ルコント     | 29   | モナコ           | レンタル移籍   | 夏    | -            | [ 28 ] |
| FW   | ブラジルの旗     | マテウス・クーニャ         | 22   | ヘルタ・ベルリン | 完全移籍       | 夏    | 3000万ユーロ | [ 2 ]  |
| FW   | フランスの旗     | アントワーヌ・グリーズマン | 30   | バルセロナ       | レンタル移籍   | 夏    | -            | [ 29 ] |
| DF   | デンマークの旗   | ダニエル・ヴァス           | 32   | バレンシア       | 完全移籍       | 冬    | 270万ユーロ  | [ 30 ] |
| DF   | モザンビークの旗 | ヘイニウド・マンダーヴァ   | 28   | リール           | 完全移籍       | 冬    | 300万ユーロ  | [ 12 ] |

### 退団選手
| Pos. | 国籍             | 選手                   | 年齢 | 移籍先                       | オプション   | 夏/冬 | 移籍金       | ソース |
| ---- | ---------------- | ---------------------- | ---- | ---------------------------- | ------------ | ----- | ------------ | ------ |
| FW   | アルゼンチンの旗 | ニコラス・イバニェス   | 26   | パチューカ                   | 完全移籍     | 夏    | 非公表       | [ 31 ] |
| FW   | スペインの旗     | アルバロ・モラタ       | 28   | ユヴェントス                 | レンタル移籍 | 夏    | 1000万ユーロ | [ 32 ] |
| MF   | ウルグアイの旗   | ルーカス・トレイラ     | 25   | アーセナル                   | レンタル終了 | 夏    | -            | [ 33 ] |
| FW   | フランスの旗     | ムサ・デンベレ         | 25   | オリンピック・リヨン         | レンタル復帰 | 夏    | -            | [ 34 ] |
| GK   | アルゼンチンの旗 | アクセル・ウェルネル   | 25   | エルチェ                     | 契約満了     | 夏    | -            | [ 35 ] |
| MF   | スペインの旗     | ビトーロ               | 31   | ヘタフェ                     | レンタル移籍 | 夏    | -            | [ 36 ] |
| DF   | スペインの旗     | マヌ・サンチェス       | 20   | オサスナ                     | レンタル移籍 | 夏    | -            | [ 37 ] |
| GK   | クロアチアの旗   | イヴォ・グルビッチ     | 25   | リール                       | レンタル移籍 | 夏    | -            | [ 38 ] |
| MF   | スペインの旗     | サウール               | 27   | チェルシー                   | レンタル移籍 | 夏    | 500万ユーロ  | [ 39 ] |
| DF   | イングランドの旗 | キーラン・トリッピアー | 31   | ニューカッスル・ユナイテッド | 完全移籍     | 冬    | 1500万ユーロ | [ 40 ] |
| FW   | セルビアの旗     | イヴァン・シャポニッチ | 24   | ŠKスロヴァン・ブラチスラヴァ | 完全移籍     | 冬    | 非公表       | [ 41 ] |

## プレシーズン
勝
      分
      負
| ヘスス・ヒル イ・ヒル杯 2021年7月23日                                    | ヌマンシア  | 1-1 (4-5 PK戦)                                                   | アトレティコ・マドリード | エル・ブルゴ・デ・オスマ, スペイン             |  |
| 19:00 CEST                                                               | サンス 32分 | レポート                                                         | ソリアーノ 4分           | 競技場: エスタディオ・エル・ブルゴ・デ・オスマ |  |
|                                                                          |             | PK戦                                                             |                          |                                                |  |
| ムニョス マルティネス フェルナンデス トゥル ヒル シディベ デ・フルートス |             | シャポニッチ ガルセス パウロ リケルメ アリアス モンテーロ カムス |                          |                                                |  |

| 親善試合 2021年7月28日 | ザルツブルク    | 1-0      | アトレティコ・マドリード | ザルツブルク, オーストリア   |  |
| 19:45 CEST             | アデイェミ 34分 | レポート |                          | 競技場: レッドブル・アレーナ |  |

| 親善試合 2021年7月31日 | ヴォルフスブルク    | 1-2      | アトレティコ・マドリード        | ヴォルフスブルク, ドイツ                                           |  |
| 18:00 CEST             | ヴェグホルスト 39分 | レポート | ガルセス 69分 · サンチェス 85分 | 競技場: AOKシュタディオン 観客数: 1,750人 主審: ハルム・オスマース |  |

| ラモン・デ・ カランサ杯 2021年8月4日 | カディス    | 1-1 (4-2 PK戦)                          | アトレティコ・マドリード | カディス, スペイン                                                    |  |
| 19:45 CEST                           | ぺレア 85分 | レポート                                | カラスコ 40分            | 競技場: エスタディオ・ラモン・デ・カランサ 主審: ムヌエラ・モンテーロ |  |
|                                      |             | PK戦                                    |                          |                                                                       |  |
| マリ カルセレン アカポ チャペラ      |             | サウール コンドグビア アリアス シメオネ |                          |                                                                       |  |

| 親善試合 2021年8月8日 | フェイエノールト            | 2-1      | アトレティコ・マドリード | ロッテルダム, オランダ |  |
| 17:00 CEST            | リンセン 18分 · バニス 92分 | レポート | コレア 83分              | 競技場: デ・カイプ     |  |

## 大会成績

### 通算成績
| 大会                           | 結果     | 成績 | 成績 | 成績 | 成績 | 成績 | 成績 | 成績     |
| 大会                           | 結果     | 試   | 勝   | 分   | 負   | 得   | 失   | 勝率 (%) |
| ------------------------------ | -------- | ---- | ---- | ---- | ---- | ---- | ---- | -------- |
| ラ・リーガ                     | 3位      | 38   | 21   | 8    | 9    | 65   | 43   | 55.26    |
| コパ・デル・レイ               | ベスト16 | 2    | 1    | 0    | 1    | 5    | 2    | 50.00    |
| スーペルコパ・デ・エスパーニャ | ベスト4  | 1    | 0    | 0    | 1    | 1    | 2    | 0.00     |
| UEFAチャンピオンズリーグ       | ベスト8  | 10   | 3    | 3    | 4    | 9    | 10   | 30.00    |
| 通算成績                       | 通算成績 | 51   | 25   | 11   | 15   | 80   | 57   | 49.02    |

### リーグ戦
順位表
| 順 | チーム                   | 試 | 勝 | 分 | 敗 | 得 | 失 | 差  | 点 | 出場権または降格                                       |
| -- | ------------------------ | -- | -- | -- | -- | -- | -- | --- | -- | ------------------------------------------------------ |
| 1  | レアル・マドリード       | 38 | 26 | 8  | 4  | 80 | 31 | +49 | 86 | UEFAチャンピオンズリーグ 2022-23グループステージに出場 |
| 2  | バルセロナ               | 38 | 21 | 10 | 7  | 68 | 38 | +30 | 73 | UEFAチャンピオンズリーグ 2022-23グループステージに出場 |
| 3  | アトレティコ・マドリード | 38 | 21 | 8  | 9  | 65 | 43 | +22 | 71 | UEFAチャンピオンズリーグ 2022-23グループステージに出場 |
| 4  | セビージャ               | 38 | 18 | 16 | 4  | 53 | 30 | +23 | 70 | UEFAチャンピオンズリーグ 2022-23グループステージに出場 |

最終更新は2022年5月16日の試合終了時
出典: La Liga（スペイン語）, BDFutbol（スペイン語）
順位の決定基準: 1.勝点 2.当該チーム間の勝点 3.当該チーム間の得失点差 4.総得失点差 5.総得点数 6.反則ポイント 7.順位決定戦.

試合結果
| 第1節 2021年8月15日       | セルタ               | 1-2      | アトレティコ・マドリード | ビーゴ                                                                      |  |
| 17:30 CEST 翌00:30 (日本) | アスパス 59分 (pen.) | レポート | コレア 23分, 64分        | 競技場: バライードス 観客数: 5,401人 主審: ホセ・ルイス・ムヌエラ・モンテロ |  |

| 第2節 2021年8月22日       | アトレティコ・マドリード | 1-0      | エルチェ | マドリード                                                                                     |  |
| 19:30 CEST 翌02:30 (日本) | コレア 39分              | レポート |          | 競技場: ワンダ・メトロポリターノ 観客数: 24,926人 主審: リカルド・デ・ブルゴス・ベンゴエチェア |  |

| 第3節 2021年8月29日       | アトレティコ・マドリード             | 2-2      | ビジャレアル                      | マドリード                                                             |  |
| 22:00 CEST 翌05:00 (日本) | スアレス 56分 · マンディ 95分 (o.g.) | レポート | トリゲロス 52分 · ダンジュマ 74分 | 競技場: ワンダ・メトロポリターノ 観客数: 26,840人 主審: ソト・グラード |  |

| 第4節 2021年9月12日     | エスパニョール  | 1-2      | アトレティコ・マドリード      | アル・プラ                                        |  |
| 14:00 CEST 21:00 (日本) | デ・トマス 40分 | レポート | カラスコ 79分 · レマル 90+9分 | 競技場: RCDEスタジアム 主審: ムヌエラ・モンテーロ |  |

| 第5節 2021年9月18日     | アトレティコ・マドリード | 0-0      | アスレティック・ビルバオ | ビルバオ                                                             |  |
| 16:15 CEST 23:15 (日本) |                          | レポート |                          | 競技場: サン・マメス 観客数: 40,650人 主審: ヘスス・ヒル・マンサーノ |  |

| 第6節 2021年8月21日       | ヘタフェ                        | 1-2      | アトレティコ・マドリード    | ヘタフェ                                                                                |  |
| 19:30 CEST 翌02:30 (日本) | ステファン・ミトロヴィッチ 45分 | レポート | ルイス・スアレス 78分, 90分 | 競技場: コリセウム・アルフォンソ・ペレス 観客数: 8,950人 主審: クアドラ・フェルナンデス |  |

| 第7節 2021年8月25日     | アラベス                     | 1-0      | アトレティコ・マドリード | ビトリア＝ガステイス                                                        |  |
| 14:00 CEST 21:00 (日本) | ビクトル・ラグアルディア 4分 | レポート |                          | 競技場: メンディソロッツァ 観客数: 9,836人 主審: アントニオ・マテウ・ラオス |  |

| 第8節 2021年10月2日       | アトレティコ・マドリード    | 2-0      | バルセロナ | マドリード                                                             |  |
| 21:00 CEST 翌04:00 (日本) | レマル 23分 · スアレス 44分 | レポート |            | 競技場: ワンダ・メトロポリターノ 観客数: 60,594人 主審: ソト・グラード |  |

| 第10節 2021年10月24日     | アトレティコ・マドリード   | 2-2      | レアル・ソシエダ             | サン・セバスティアン                                         |  |
| 21:00 CEST 翌04:00 (日本) | スアレス 61分, 77分 (pen.) | レポート | セルロート 7分 · イサク 48分 | 競技場: アノエタ 観客数: 50,032人 主審: ムヌエラ・モンテーロ |  |

| 第11節 2021年10月28日     | レバンテ                                    | 2-2      | アトレティコ・マドリード                        | バレンシア                                                  |  |
| 21:30 CEST 翌04:30 (日本) | バルディ 37分 (pen.) · バルディ 90分 (pen.) | レポート | アントワーヌ・グリーズマン 12分 · クーニャ 76分 | 競技場: シウダ・デ・バレンシア 主審: ゴンサレス・フエルテス |  |

| 第12節 2021年10月31日    | アトレティコ・マドリード                                     | 3-0      | レアル・ベティス | セビリア                                                                   |  |
| 16:15 CET 翌00:15 (日本) | カラスコ 26分 · ペッセージャ 63分 (o.g.) · フェリックス 80分 | レポート |                  | 競技場: ワンダ・メトロポリターノ 観客数: 56,838人 主審: アルベロア・ロハス |  |

| 第13節 2021年11月7日     | バレンシア                                     | 3-3      | アトレティコ・マドリード                            | バレンシア                                                 |  |
| 16:15 CET 翌00:15 (日本) | サヴィッチ 60分 (o.g.) · ドゥロ 90+2分, 90+6分 | レポート | スアレス 35分 · グリーズマン 58分 · ヴルサリコ 60分 | 競技場: メスタージャ 観客数: 37,472人 主審: ソト・グラード |  |

| 第14節 2021年11月20日    | アトレティコ・マドリード | 1-0      | オサスナ | マドリード                                                                       |  |
| 18:30 CET 翌02:30 (日本) | フェリペ 87分            | レポート |          | 競技場: ワンダ・メトロポリターノ 観客数: 53,261人 主審: サンチェス・マルティネス |  |

| 第15節 2021年11月28日    | カディス      | 1-4      | アトレティコ・マドリード                                      | カディス                                                                     |  |
| 18:30 CET 翌02:30 (日本) | ロサーノ 85分 | レポート | レマル 57分 · グリーズマン 70分 · コレア 76分 · クーニャ 86分 | 競技場: ラモン・デ・カランサ 観客数: 16,861人 主審: ヘスス・ヒル・マンサーノ |  |

| 第16節 2021年12月4日     | アトレティコ・マドリード | 1-2      | マジョルカ                  | マドリード                                                                     |  |
| 18:30 CET 翌02:30 (日本) | クーニャ 68分            | レポート | ルッソ 80分 · 久保建英 90分 | 競技場: ワンダ・メトロポリターノ 観客数: 51,009人 主審: マルティネス・ムヌエラ |  |

| 第17節 2021年12月12日    | レアル・マドリード              | 2-0      | アトレティコ・マドリード | マドリード                                                             |  |
| 21:00 CET 翌05:00 (日本) | ベンゼマ 16分 · アセンシオ 57分 | レポート |                          | 競技場: サンティアゴ・ベルナベウ 観客数: 51,024人 主審: マテウ・ラオス |  |

| 第18節 2021年12月18日    | セビージャ                                   | 2-1      | アトレティコ・マドリード | セビリア                                                                                   |  |
| 21:00 CET 翌05:00 (日本) | ラキティッチ 7分 · ルーカス・オカンポス 88分 | レポート | フェリペ 33分            | 競技場: ラモン・サンチェス・ピスフアン 観客数: 33,241人 主審: デ・ブルゴス・ベンゴエチェア |  |

| 第9節 2021年12月22日     | グラナダ                    | 2-1      | アトレティコ・マドリード | グラナダ                                                                   |  |
| 19:00 CET 翌02:00 (日本) | マチス 17分 · モリーナ 61分 | レポート | フェリックス 2分         | 競技場: ロス・カルメネス 観客数: 13,034人 主審: エルナンデス・エルナンデス |  |

| 第19節 2022年1月2日      | アトレティコ・マドリード | 2-0      | ラージョ・バジェカーノ | マドリード                                                                   |  |
| 16:15 CET 翌00:15 (日本) | コレア 28分, 53分        | レポート |                        | 競技場: ワンダ・メトロポリターノ 観客数: 43,029人 主審: フィゲロア・バスケス |  |

| 第20節 2022年1月9日      | ビジャレアル                | 2-2      | アトレティコ・マドリード        | ヴィラ＝レアル                                                     |  |
| 21:00 CET 翌05:00 (日本) | トーレス 29分 · モレノ 56分 | レポート | コレア 10分 · コンドグビア 67分 | 競技場: デ・ラ・セラミカ 観客数: 14,127人 主審: アルベルト・ロハス |  |

| 第22節 2022年1月22日     | アトレティコ・マドリード                      | 3-2      | バレンシア              | マドリード                                                |  |
| 21:00 CET 翌04:00 (日本) | クーニャ 64分 · コレア 90分 · エルモソ 90+3分 | レポート | ムサ 25分 · ドゥロ 44分 | 競技場: ワンダ・メトロポリターノ 主審: イシドロ・ディアス |  |

| 第23節 2022年2月6日      | バルセロナ                                                | 4-2      | アトレティコ・マドリード     | バルセロナ                                                           |  |
| 16:15 CET 翌00:15 (日本) | アルバ 10分 · ガビ 21分 · アラウホ 43分 · アウヴェス 49分 | レポート | カラスコ 8分 · スアレス 58分 | 競技場: カンプ・ノウ 観客数: 74,221人 主審: ヘスス・ヒル・マンサーノ |  |

| 第24節 2022年2月12日     | アトレティコ・マドリード                            | 4-3      | ヘタフェ                                     | マドリード                                                                                     |  |
| 22:00 CET 翌05:00 (日本) | コレア 19分, 45+4分 · クーニャ 27分 · エルモソ 89分 | レポート | マジョラル 30分 · 37分 (pen.), pen.分 ウナル | 競技場: ワンダ・メトロポリターノ 観客数: 49,375人 主審: リカルド・デ・ブルゴス・ベンゴエチェア |  |

| 第21節 2022年2月16日     | アトレティコ・マドリード | 0-1      | レバンテ    | マドリード                                                                |  |
| 19:00 CET 翌03:00 (日本) |                          | レポート | メレロ 54分 | 競技場: ワンダ・メトロポリターノ 主審: ホセ・ルイス・ムヌエラ・モンテーロ |  |

| 第25節 2022年2月19日     | オサスナ | 0-3      | アトレティコ・マドリード                       | パンプローナ                                                       |  |
| 16:15 CET 翌00:15 (日本) |          | レポート | フェリックス 3分 · スアレス 59分 · コレア 89分 | 競技場: エル・サダル 観客数: 20,040人 主審: マリオ・メレロ・ロペス |  |

| 第26節 2022年2月26日     | アトレティコ・マドリード | 2-0      | セルタ | マドリード                                                                                             |  |
| 21:00 CET 翌05:00 (日本) | ロディ 36分, 60分        | レポート |        | 競技場: ワンダ・メトロポリターノ 観客数: 48,009人 主審: アレハンドロ・ホセ・エルナンデス・エルナンデス |  |

| 第27節 2022年3月6日      | ベティス      | 1-3      | アトレティコ・マドリード             | セビリア                                                                                   |  |
| 21:00 CET 翌05:00 (日本) | テージョ 50分 | レポート | フェリックス 2分, 61分 · レマル 80分 | 競技場: ベニート・ビジャマリン 観客数: 44,383人 主審: ギジェルメ・クアドラ・フェルナンデス |  |

| 第28節 2022年2月26日     | アトレティコ・マドリード           | 2-1      | カディス      | マドリード                                                                   |  |
| 21:00 CET 翌05:00 (日本) | フェリックス 3分 · デ・パウル 68分 | レポート | ネグレド 45分 | 競技場: ワンダ・メトロポリターノ 観客数: 50,573人 主審: ゴンサロ・フエルテス |  |

| 第29節 2022年3月6日      | ラージョ・バジェカーノ | 0-1      | アトレティコ・マドリード | マドリード                                                     |  |
| 21:00 CET 翌04:00 (日本) |                        | レポート | コケ 49分                | 競技場: バジェカス 観客数: 10,439人 主審: ムヌエラ・モンテーロ |  |

| 第30節 2022年4月2日       | アトレティコ・マドリード                       | 4-1      | アラベス          | マドリード                                                                       |  |
| 21:00 CEST 翌04:00 (日本) | フェリックス 11分, 82分 · スアレス 75分 (pen.) | レポート | エスカランテ 63分 | 競技場: ワンダ・メトロポリターノ 観客数: 51,467人 主審: マリオ・メレーロ・ロペス |  |

| 第31節 2022年4月9日     | マジョルカ         | 1-0      | アトレティコ・マドリード | パルマ・デ・マヨルカ                                                         |  |
| 16:15 CEST 23:15 (日本) | ムリキ 68分 (pen.) | レポート |                          | 競技場: ソン・モイシュ 観客数: 15,437人 主審: フアン・マルティネス・ムヌエラ |  |

| 第32節 2022年4月17日      | アトレティコ・マドリード      | 2-1      | エスパニョール  | マドリード                                                                           |  |
| 16:15 CEST 翌23:15 (日本) | カラスコ 52分, 90+10分 (pen.) | レポート | デ・トマス 74分 | 競技場: ワンダ・メトロポリターノ 観客数: 54,011人 主審: ホルヘ・フィゲロア・バスケス |  |

| 第33節 2022年4月20日      | アトレティコ・マドリード | 0-0      | グラナダ | マドリード                                                                       |  |
| 19:00 CEST 翌02:00 (日本) |                          | レポート |          | 競技場: ワンダ・メトロポリターノ 観客数: 43,517人 主審: ヘスス・ヒル・マンサーノ |  |

| 第34節 2022年4月30日    | アスレティック・ビルバオ                       | 2-0      | アトレティコ・マドリード | ビルバオ                                                               |  |
| 21:00 CEST 04:00 (日本) | エルモソ 8分 (o.g.) · ウィリアムズ 56分 (pen.) | レポート |                          | 競技場: サン・マメス 観客数: 43,398人 主審: アントニオ・マテウ・ラオス |  |

| 第35節 2022年5月8日       | アトレティコ・マドリード | 1-0      | レアル・マドリード | マドリード                                                                     |  |
| 21:00 CEST 翌04:00 (日本) | カラスコ 40分 (pen.)     | レポート |                    | 競技場: ワンダ・メトロポリターノ 観客数: 63,874人 主審: セサル・ソト・グラード |  |

| 第36節 2022年5月1日     | エルチェ | 0-2      | アトレティコ・マドリード        | エルチェ                                                                             |  |
| 21:30 CEST 04:30 (日本) |          | レポート | クーニャ 28分 · デ・パウル 62分 | 競技場: マルティネス・バレーロ 観客数: 21,266人 主審: パブロ・ゴンサレス・フエルテス |  |

| 第37節 2022年5月15日      | アトレティコ・マドリード | 1-1      | セビージャ        | マドリード                                                                                    |  |
| 19:30 CEST 翌02:30 (日本) | ヒメネス 30分            | レポート | エン＝ネシリ 85分 | 競技場: ワンダ・メトロポリターノ 観客数: 58,38人 主審: ホセ・マリア・サンチェス・マルティネス |  |

| 第38節 2022年5月22日    | レアル・ソシエダ | 1-2      | アトレティコ・マドリード      | サン・セバスティアン                                           |  |
| 22:00 CEST 05:00 (日本) | グリディ 90+3分  | レポート | デ・パウル 50分 · コレア 69分 | 競技場: マルティネス・バレーロ 観客数: 23,586人 主審: アノエタ |  |

### 国内カップ戦
コパ・デル・レイ
| 3回戦 2022年1月6日        | ラージョ・マハダオンダ | 0-5      | アトレティコ・マドリード                                                            | マドリード                                        |  |
| 21:30 CEST 翌05:30 (日本) |                        | レポート | クーニャ 16分 · ロディ 26分 · スアレス 40分 · グリーズマン 66分 · フェリックス 78分 | 競技場: セロ・デル・エスピノ 主審: ハイメ・ラトレ |  |

| ベスト16 2022年1月19      | レアル・ソシエダ                | 2-0      | アトレティコ・マドリード | サン・セバスティアン                                |  |
| 21:00 CEST 翌05:00 (日本) | ヤヌザイ 33分 · セルロート 47分 | レポート |                          | 競技場: アノエタ 主審: ハビエル・アルベロア・ロハス |  |

スーペルコパ・デ・エスパーニャ
| 準決勝 2022年1月13日      | アトレティコ・マドリード | 1-2      | アスレティック・ビルバオ          | ジッダ                                                                                         |  |
| 20:00 CEST 翌04:00 (日本) | フェリックス 61分        | レポート | ジェライ 76分 · ウィリアムズ 80分 | 競技場: キング・アブドゥッラー・スポーツシティ 観客数: 10,000人 主審: クアドラ・フェルナンデス |  |

### チャンピオンズリーグ
| 順 | チーム                   | 試 | 勝 | 分 | 敗 | 得 | 失 | 差  | 点 | 出場権                 |  | LIV | ATM | POR | MIL |
| -- | ------------------------ | -- | -- | -- | -- | -- | -- | --- | -- | ---------------------- |  | --- | --- | --- | --- |
| 1  | リヴァプール             | 6  | 6  | 0  | 0  | 17 | 6  | +11 | 18 | ラウンド16進出         |  | —   | 2–0 | 2–0 | 3–2 |
| 2  | アトレティコ・マドリード | 6  | 2  | 1  | 3  | 7  | 8  | −1  | 7  | ラウンド16進出         |  | 2–3 | —   | 0–0 | 0–1 |
| 3  | ポルト                   | 6  | 1  | 2  | 3  | 4  | 11 | −7  | 5  | ヨーロッパリーグに進出 |  | 1–5 | 1–3 | —   | 1–0 |
| 4  | ミラン                   | 6  | 1  | 1  | 4  | 6  | 9  | −3  | 4  |                        |  | 1–2 | 1–2 | 1–1 | —   |

| 第1節 2021年9月16日       | アトレティコ・マドリード | 0-0      | FCポルト | マドリード                                                      |  |
| 21:00 CEST 翌04:00 (日本) |                          | レポート |          | 競技場: ワンダ・メトロポリターノ 主審: オヴィディウ・ハツェガン |  |

| 第2節 2021年9月29日       | ミラン      | 1-2      | アトレティコ・マドリード                 | ミラノ                                                    |  |
| 21:00 CEST 翌04:00 (日本) | レオン 20分 | レポート | グリーズマン 84分 · スアレス 97分 (pen.) | 競技場: ジュゼッペ・メアッツァ 主審: ジュネイト・チャクル |  |

| 第3節 2021年10月20日      | アトレティコ・マドリード | 2-3      | リヴァプール                          | マドリード                                                                   |  |
| 21:00 CEST 翌04:00 (日本) | グリーズマン 20分, 34分  | レポート | サラー 8分, 78分 (pen.) · ケイタ 13分 | 競技場: ワンダ・メトロポリターノ 観客数: 67,829人 主審: ダニエル・シーベルト |  |

| 第4節 2021年11月3日       | リヴァプール              | 2-0      | アトレティコ・マドリード | リヴァプール                                                     |  |
| 21:00 CEST 翌05:00 (日本) | ジョッタ 13分 · マネ 26分 | レポート |                          | 競技場: アンフィールド 観客数: 51,347人 主審: ダニー・マッケリー |  |

| 第5節 2021年11月24日      | アトレティコ・マドリード | 0-1      | ミラン        | マドリード                                                                     |  |
| 21:00 CEST 翌04:00 (日本) |                          | レポート | メシアス 87分 | 競技場: ワンダ・メトロポリターノ 観客数: 61,019人 主審: スラヴコ・ヴィンチッチ |  |

| 第6節 2021年12月7日       | ポルト              | 1-3      | アトレティコ・マドリード                            | ポルト                                          |  |
| 21:00 CEST 翌05:00 (日本) | オリヴェイラ 90+5分 | レポート | グリーズマン 56分 · コレア 90分 · デ・パウル 90+2分 | 競技場: ド・ドラゴン 主審: クレマン・トゥルパン |  |

決勝トーナメント
| ベスト16 1st leg 2022年2月24日 | アトレティコ・マドリード | 1-1      | マンチェスター・ユナイテッド | マドリード                                                      |  |
| 22:00 CEST 翌05:00 (日本)      | フェリックス 7分         | レポート | エランガ 80分                | 競技場: ワンダ・メトロポリターノ 主審: オヴィディウ・ハツェガン |  |

| ベスト16 2nd leg 2022年3月15日 | マンチェスター・ユナイテッド | 0-1      | アトレティコ・マドリード | マンチェスター                                                                 |  |
| 22:00 CEST 翌05:00 (日本)      |                              | レポート | ロディ 41分              | 競技場: オールド・トラッフォード 観客数: 73,008人 主審: スラヴコ・ヴィンチッチ |  |

| ベスト8 1nd leg 2022年4月5日 | マンチェスター・シティ | 1-0      | アトレティコ・マドリード | マンチェスター                                                                     |  |
| 20:00 CEST 翌04:00 (日本)    | デ・ブライネ 70分      | レポート |                          | 競技場: エティハド・スタジアム 観客数: 52,018人 主審: イシュトヴァーン・コヴァーチ |  |

| ベスト8 2st leg 2022年4月13日 | アトレティコ・マドリード | 0-0      | マンチェスター・シティ | マドリード                                                                   |  |
| 21:00 CEST 翌04:00 (日本)     |                          | レポート |                        | 競技場: ワンダ・メトロポリターノ 観客数: 65,675人 主審: ダニエル・ジーベルト |  |

## 選手成績
: シーズン開幕後に加入した選手
  : シーズン開幕後に退団した選手
途中出場については+○で表記している。
| No. | Pos. | 国籍         | 選手                       | 通算 | 通算 | ラ・リーガ | ラ・リーガ | コパ・デル・レイ | コパ・デル・レイ | スーペルコパ | スーペルコパ | UCL  | UCL  |
| No. | Pos. | 国籍         | 選手                       | 出場 | 得点 | 出場       | 得点       | 出場             | 得点             | 出場         | 得点         | 出場 | 得点 |
| --- | ---- | ------------ | -------------------------- | ---- | ---- | ---------- | ---------- | ---------------- | ---------------- | ------------ | ------------ | ---- | ---- |
| 1   | GK   | フランス     | バンジャマン・ルコント     | 0    | 0    | 0          | 0          | 0                | 0                | 0            | 0            | 0    | 0    |
| 13  | GK   | スロベニア   | ヤン・オブラク             | 51   | 0    | 38         | 0          | 2                | 0                | 1            | 0            | 10   | 0    |
| 2   | DF   | ウルグアイ   | ホセ・マリア・ヒメネス     | 33   | 1    | 24         | 1          | 1                | 0                | 1            | 0            | 6+1  | 0    |
| 12  | DF   | ブラジル     | レナン・ロディ             | 42   | 4    | 13+16      | 2          | 2                | 1                | 0+1          | 0            | 4+6  | 1    |
| 15  | DF   | モンテネグロ | ステファン・サヴィッチ     | 33   | 0    | 28         | 0          | 0                | 0                | 0            | 0            | 5    | 0    |
| 17  | DF   | デンマーク   | ダニエル・ヴァス           | 1    | 0    | 0+1        | 0          | 0                | 0                | 0            | 0            | 0    | 0    |
| 18  | DF   | ブラジル     | フェリペ                   | 35   | 2    | 15+11      | 2          | 2                | 0                | 0            | 0            | 6+1  | 0    |
| 22  | DF   | スペイン     | マリオ・エルモソ           | 34   | 2    | 21+5       | 2          | 1                | 0                | 1            | 0            | 6    | 0    |
| 23  | DF   | モザンビーク | ヘイニウド・マンダーヴァ   | 21   | 0    | 15+2       | 0          | 0                | 0                | 0            | 0            | 4    | 0    |
| 23  | DF   | イングランド | キーラン・トリッピアー     | 18   | 0    | 12+3       | 0          | 0                | 0                | 0            | 0            | 3    | 0    |
| 24  | DF   | クロアチア   | シメ・ヴルサリコ           | 29   | 1    | 10+11      | 1          | 1+1              | 0                | 1            | 0            | 3+2  | 0    |
| 4   | MF   | 中央アフリカ | ジョフレイ・コンドグビア   | 39   | 1    | 21+7       | 1          | 1                | 0                | 1            | 0            | 7+2  | 0    |
| 5   | MF   | アルゼンチン | ロドリゴ・デ・パウル       | 48   | 4    | 24+12      | 3          | 2                | 0                | 0+1          | 0            | 5+4  | 1    |
| 6   | MF   | スペイン     | コケ                       | 43   | 1    | 29+2       | 1          | 1+1              | 0                | 1            | 0            | 9    | 0    |
| 8   | MF   | スペイン     | サウール                   | 3    | 0    | 2+1        | 0          | 0                | 0                | 0            | 0            | 0    | 0    |
| 11  | MF   | フランス     | トマ・レマル               | 35   | 4    | 17+7       | 4          | 1+1              | 0                | 1            | 0            | 5+3  | 0    |
| 14  | MF   | スペイン     | マルコス・ジョレンテ       | 40   | 0    | 29         | 0          | 1                | 0                | 1            | 0            | 8+1  | 0    |
| 16  | MF   | メキシコ     | エクトル・エレーラ         | 27   | 0    | 8+13       | 0          | 1                | 0                | 0+1          | 0            | 2+2  | 0    |
| 21  | MF   | ベルギー     | ヤニック・カラスコ         | 44   | 6    | 28+6       | 6          | 2                | 0                | 1            | 0            | 6+1  | 0    |
| 26  | MF   | スペイン     | ハビ・セラーノ             | 7    | 0    | 1+4        | 0          | 0+1              | 0                | 0            | 0            | 0+1  | 0    |
| 7   | FW   | ポルトガル   | ジョアン・フェリックス     | 35   | 10   | 13+11      | 8          | 1+1              | 1                | 1            | 0            | 7+1  | 1    |
| 8   | FW   | フランス     | アントワーヌ・グリーズマン | 36   | 8    | 21+5       | 3          | 0+1              | 1                | 0            | 0            | 6+3  | 4    |
| 9   | FW   | ウルグアイ   | ルイス・スアレス           | 45   | 13   | 20+15      | 11         | 1+1              | 1                | 0+1          | 0            | 5+2  | 1    |
| 10  | FW   | アルゼンチン | アンヘル・コレア           | 49   | 13   | 21+15      | 12         | 1+1              | 0                | 1            | 0            | 3+7  | 1    |
| 19  | FW   | ブラジル     | マテウス・クーニャ         | 37   | 7    | 8+21       | 6          | 1+1              | 1                | 0+1          | 0            | 0+5  | 0    |
| 27  | FW   | アルゼンチン | ジュリアーノ・シメオネ     | 1    | 0    | 0+1        | 0          | 0                | 0                | 0            | 0            | 0    | 0    |
| 26  | FW   | スペイン     | カルロス・マルティン       | 2    | 0    | 0+1        | 0          | 0+1              | 0                | 0            | 0            | 0    | 0    |